# Сонгея
Сонгея (на английски и на суахили: Songea) е град в Южна Танзания, в близост до границата с Малави. През 2006 година е обявен за административен център на регион Рувума. Със своите исторически забележителности има сериозен потенциал за развитие на туризма.
Градът е център на въстанието Маджи-Маджи, първата въоръжена африканска съпротива срещу колонизацията на германците. Носи името на велик вожд на нгоните, обесен през 1906 година по време на потушаването на въстанието от немските колонизатори.

## Климат
Градът се намира в зона с един сух и един дълъг дъждовен сезон. Дъждовният сезон започва през ноември и приключва през май. Относително студено е между април и септември. Средната годишна температура е 21 °C, средната максимална температура, отчитана през октомври и ноември е 29 °C, а средната минимална, измерена през юни и юли е 12 °C.
Средните годишни валежи са 1146 mm, а средномесечните се изчисляват на 96 mm. По-голямата част от тях падат в периода декември – март. Най-сухият месец е юни с 1 mm валежи, а най-влажният – януари, когато измерените валежи достигат до 266 mm. Средната относителна влажност на въздуха за годината е 54,3%, а месечната варира от 39% през октомври до 68% през март.

## Население
Според последното преброяване през 2002 година населението на града е 98 683 жители. Градът показва завидна скорост на нарастване и според географската база данни GeoNames за 2010 година то е достигнало до 126 449 обитатели, а годишният ръст се отчита на 2,5%.
Ръстът на населението през годините на преброяване е както следва:
- 1978 година – 17 955 души
- 1988 година – 52 985 души
- 2002 година – 98 683 души
- 2012 година – 126 449 души

От цялото население в трудоспособна възраст само 47% са заети, а останалите 53% не работят. От неработещите 28,6% са редовни студенти, 15,6% са домакини и 55,8% са безработни.
Заетите работни места се разпределят по следния начин:
- 47,3% – в селското стопанство
- 26,6% – в производствената сфера
- 23,1% – чиновници
- 1,8% – домашни помощници
- 1,2% – други

| Климатични данни                   | Климатични данни | Климатични данни | Климатични данни | Климатични данни | Климатични данни | Климатични данни | Климатични данни | Климатични данни | Климатични данни | Климатични данни | Климатични данни | Климатични данни | Климатични данни |
| Месеци                             | яну.             | фев.             | март             | апр.             | май              | юни              | юли              | авг.             | сеп.             | окт.             | ное.             | дек.             | Годишно          |
| Средни максимални температури (°C) | 27               | 27               | 27               | 26               | 25               | 23               | 23               | 24               | 26               | 29               | 29               | 28               | 26,2             |
| Средни температури (°C)            | 22,5             | 22,5             | 23,0             | 22,0             | 20,0             | 18,0             | 18,0             | 18,5             | 21,0             | 23,0             | 24,0             | 23,0             | 21,0             |
| Средни минимални температури (°C)  | 18               | 18               | 18               | 17               | 15               | 12               | 12               | 13               | 15               | 17               | 18               | 18               | 15,9             |
| Средни месечни валежи (mm)         | 266              | 250              | 230              | 105              | 15               | 1                | 3                | 2                | 2                | 11               | 58               | 203              | 1146             |
| Средна влажност (%)                | 64               | 65               | 68               | 65               | 58               | 53               | 50               | 46               | 42               | 39               | 44               | 58               | 54.3             |
| ---------------------------------- | ---------------- | ---------------- | ---------------- | ---------------- | ---------------- | ---------------- | ---------------- | ---------------- | ---------------- | ---------------- | ---------------- | ---------------- | ---------------- |
| Източник:                          |                  |                  |                  |                  |                  |                  |                  |                  |                  |                  |                  |                  |                  |

## История
Между 1905 и 1907 година градът става център на първото мащабно въоръжено противопоставяне на местните племена срещу немските колонизатори. Тук избухва въстанието Маджи-Маджи, обхванало почти 20 племена и жестоко потушено от германците.
В чест на 104 години от края му градът е обявен от Министерството на туризма за важен туристически обект. Това въстание се приема в страната като една от най-важните части от националната история и като начало на борбата за национално освобождение. През 2009 година министерството организира честването на това историческо събитие с провеждането на серия културни мероприятия.
След Втората световна война областта е определена за бързо развитие на селското стопанство, свързано с производството на фъстъци. Във връзка с това през 1950 година е построена железопътна линия от брега на езерото Малави до Сонгея, която да улесни износа на произведените фъстъци. Тази инициатива завършва твърде неуспешно.
По време на Освободителната война с Мозамбик Сонгея е зона с ограничен достъп и от време на време страда от въздушните атаки на португалските сили. Отдалечеността на града го прави уязвим и по отношение на бракониерството на слонова кост.

## Административна структура и управление
Градът се ръководи административно от общински съвет, начело с кмет. Към него работят 9 комисии – Човешки ресурси и развитие, Финанси, Икономика и търговия, Образование, Земеделие и животновъдство, Здравеопазване, Комуникации, Градско планиране и Работа. Отделно от тях функционират 4 секции – Вътрешен одит, Енергетика, Избори и Адвокатура.
Административно градът е разделен на 13 квартала и предградия – Бомбамбили (Bombambili), Лизабоне (Lizabone), Матарауе (Matarawe), Мадженго (Majengo), Мисуфини (Misufini), Матогоро (Matogoro), Мфараняки (Mfaranyaki), Мшангано (Mshangano), Млетеле (Mletele), Рувума (Ruvuma), Сонгея Мджини (Songea Mjini) и Рухиуико (Ruhiwiko).

## Градска среда
Сонгея е разположена върху хълмист терен с надморска височина между 980 и 1166 метра. Върху терени с лек наклон са застроени квартал Мшангано и предградието Млетеле.
От 1987 година градът е седалище на Римокатолическата архиепископия Сонгея, която се помещава в градската катедрала „St. Mathias Mulumba Kalemba“.
Сонгея разполага с доста хотели на различни нива на обслужване. Голям хотел на комуникативно място е „Heritage Cottage“, който разполага с модерни стаи, телевизори и популярен бар-ресторант. „Seed Farm Villa“ е открит хотел далеч от центъра на града и един от най-комфортните в Сонгея. Състои се от 8 стаи с телевизори, мрежи против насекоми и ресторант. Северозападно от главния път, в тих район, се намира хостелът на Англиканската църква. Църковният хостел „Don Bosco“ е разположен в централната част на града. Хотел „Angoni Arms“ се намира в зелена площ, състои се от бунгала, в които няма течаща вода.
В Сонгея има три пазара – Централен, Manzese A и Manzese B.

## Здравеопазване
Държавата поема разходите за лечение на децата до 5-годишна възраст, на бременните жени и старците. Останалите пациенти сами трябва да плащат лечението си, което е непосилно за някои слоеве от населението. Това обяснява защо те чакат прекалено дълго, докато потърсят лекарска помощ и защо средната продължителност на живота в Танзания е спаднала от 53 на 44 години през последното десетилетие. Много от хората посещават първо местни традиционни лечители и ако лечението не се окаже ефективно, чак след това понякога се обръщат към здравно заведение.
В града функционира Окръжна държавна болница с 395 легла и два здравни центъра, от които единият е държавен, а другият – частен. Работят и 19 амбулатории – 8 държавни, 3 са притежавани от различни институции, 2 – на религиозни общности и 6 са частни. Амбулаториите се обслужват от медицинско лице, нещо като фелдшер, преминал две или три годишно медицинско обучение, от една до пет медицински сестри и евентуално една акушерка. Една амбулатория в града обслужва 13 382 жители, тъй като поема и грижата за част от населението на околните села.
Събирането на отпадъците е крайно незадоволително. Градът разполага с едно превозно средство за извозване на течни отпадъци и две за твърди.

## Образование
Общинският съвет на Сонгея разполага със следните училища:
- 35 начални и 62 основни училища с общо 33 520 ученика, от които 16 892 са момичета и 16 628 – момчета. Учителите са 839, от които около 2/3 са жени. На един учител се пада да обучава 40 деца. Класните стаи са 516.[2]
- 31 средни училища, 20 от които са държавни и 11 – частни. Общият брой на учениците в тях е 11 707 – 5558 момичета и 6149 – момчета.[2]
- 4 гимназии с общо 2038 ученика, настанени в училищни хостели. От тях 1097 са момчета и 941 момичета.[2] Отделно от тях в града има и средно девическо училище.[6]
- 4 висши учебни заведения – Отворен университет на Танзания, Център за обучение на учители, два центъра за професионално обучение. Колежът за обучение на учители се намира на 4 километра от центъра на града. В западната част на града се намира Институтът за информационни технологии „Св. Жозеф“.[2]

В Сонгея се намира и университетът „Св. Августин“ към католическата църква, създаден през 1998 година в Дар ес Салаам. Има клонове в Муанза, Моши и Сонгея. Предлага курсове и програми, водещи до присъждане на сертификати, дипломи и степени на университетско и следдипломно ниво. Изучават се дисциплини като изкуства, хуманитарни науки, право, правителство, икономика, социология, бизнес администрация. Има факултети по социални науки, естествените науки, здравни науки, масови комуникации, образование и консултиране, философия, земеделски науки и мениджмънт. Университетът си сътрудничи със сродни учебни заведения в Европа и Америка в областта на научните изследвания, програми за обмен, преподаване, осигуряване на качеството и управление.

## Спорт
Почти в центъра на града се намира стадион „Маджи-Маджи“.

## Туризъм и забележителности
В Националния музей може да се почете паметта на 70-те африкански война, обесени на 27 февруари 1906 година от колониалната управа в града. Той е създаден както с образователна, така и с научна цел, за да се подпомогнат историческите изследвания. Изграден е до мястото, където в масов гроб са погребани войните нгони и матенго и което се намира в двора на музея. Може да се види и дървото, на което са били обесени въстаниците.
Край града се намират горският резерват Матонго, ловният резерват Лухира и немски замък, построен през 1902 година.

## Икономика
Основната икономическа дейност в града е селското стопанство и то основно земеделието. Отглеждат се главно царевица, маниока, ориз, бобови растения, сладки картофи, сорго. Животновъдството е слабо развито. Част от продукцията се ползва за изхранване на семейството, а излишъкът – за генериране на доходи.
В Сонгея са организирани две кооперации. Едната е за производство на тютюн, а втората – на земеделците. Земеделската асоциация наброява общо 1500 члена, от които 1338 мъже и 162 жени.
В близост до града се експлоатират залежи от сапфири, наречени „сапфири Сонгея“, тъй като търговията с тях се извършва главно в него. Цветовата им палитра е най-богатата в света. Те се характеризират с редки и екзотични цветове – зелено, лилаво, бордо, комбинации и преливане между тях. Сапфирите, както и рубините от тази област се отличават с изключителна чистота на камъка, но в същото време и с много малките си размери. Еднокаратов сапфир е рядкост, а двукаратов вече е сериозно изключение.

## Транспорт
Комуникациите на града с останалите части на страната остават ненадеждни до 1985 година, когато британците финансират изграждането на път, свързващ го на север с главния път към град Макамбако в регион Иринга.
Сега градът е разположен на важния за страната път A19, който свързва градовете Залив Мбамба на езерото Малави с Мтвара на Индийския океан. Достъпен е чрез добре развита пътна мрежа. Очаква се след няколко години да бъде завършен Транспортният коридор Мтвара, който минава край града и свързва южната част на Танзания, северната част на Мозамбик, северната и централната част на Малави, и източна и северна Замбия. Това ще даде тласък на развитието на икономиката и търговията в града.
Главните междуградски пътища, свързващи Сонгея с останалата част от страната са:
- Сонгея – Нджомбе – Макамбако, който се свързва с магистралата Танзания – Замбия.
- Сонгея – Тундуру, свързващ града с югоизточните региони Мтвара и Линди.
- Сонгея – Залив Мбамба

Пътната мрежа в града е с дължина 234,25 km, от които около 8 km са асфалтирани, а останалите 226 са настлани с трошенокаменна настилка.
Югоизточно от града е изградено малко летище с дължина на пистата 1750 метра. Намира се на 1050 метра надморска височина. IATA код – SGX, ICAO код – HTSO.

## Водоснабдяване и канализация
Грижата за водоснабдяването и канализацията е поета от органа към градската община SOUWASA. Към неговите задължения спадат планиране, управление, цялостното функциониране и поддръжка на съоръженията, координация и регулиране на градската водоснабдителна и канализационна система.
През 2009 година водоснабдителната система покрива 91% от нуждите на населението. Основният водоизточник е изворната вода в Ruhila, Msamala и Matogoro. Останалото количество се допълва от кладенци, като само в периода 2005 – 2010 година са пробити 70 броя.
Канализационната система обхваща само 7% от градската територия, а населението в останалите части разчита на септични ями.